# 一挙手一投足
一挙手一投足（いっきょしゅいっとうそく）は、唐の時代の中国からのことわざ。

## 概要
一度手を上げて、一度足を動かすということである。このことから転じて、一つ一つの動作や行為のことを意味する。ほんの少しの振る舞いという意味でもこの言葉は用いられる。本来はほんのわずかな労力という意味で用いる言葉であった。

### 由来
この言葉の由来は、唐の時代の中国の詩人であった韓愈によって書かれた『応科目時与人書』という書物からである。これによると、韓愈は家柄が良くなかったために、官吏の登用試験を申し込むのに必要な推薦人を用意することができなかった。このため試験官に推薦人になってもらうことにして、これを依頼する文章では、推薦する手間というのはほんの少しの労力に過ぎないということを意味する一挙手一投足の労という表現を用いていたのであった。